# Flughafen Lleida-Alguaire

i7
i11
i13
Der Flughafen Lleida-Alguaire (katalanisch Aeroport de Lleida-Alguaire, spanisch Aeropuerto de Lérida-Alguaire, IATA-Code: ILD, ICAO-Code: LEDA) ist ein Flughafen in der katalanischen Gemeinde Alguaire nahe der Stadt Lleida in Spanien.
Der Flughafen wurde am 17. Januar 2010 eingeweiht und verfügt über ein Terminal und einen Tower mit einer Höhe von 61 Metern. Der ausschließlich für die zivile Nutzung gebaute und verwendete Flughafen wird derzeit nur noch von der spanischen Regionalfluggesellschaft Air Nostrum mit der Verbindung Palma angeflogen. Wie einige andere zu Beginn des 21. Jahrhunderts entstandene Flughäfen, wie zum Beispiel Ciudad Real oder Castelló, wird der Flughafen infolge der Bankenkrise jedoch kaum genutzt.
Betreiber des Flughafens ist Aeroports de Catalunya.

## Geschichte
Der Standort in Alguaire wurde erst zu Beginn des 21. Jahrhunderts als Alternative zum Flugplatz Alfés 10 km südlich Lleidas Stadtzentrum nahe der heutigen AP-2 ausgewählt.
Der Flugbetrieb auf dem Aeródromo de Alfés am nördlichen Rand des Territoriums der Gemeinde Alfés begann 1929, der Flugplatz wurde seither, mit einer Unterbrechung zwischen 1936 und 1948, hauptsächlich für den Luftsport genutzt. Ein weiterer kleinerer Flugplatz existierte bereits vor 1929 bei Magraners im Osten Lleidas.

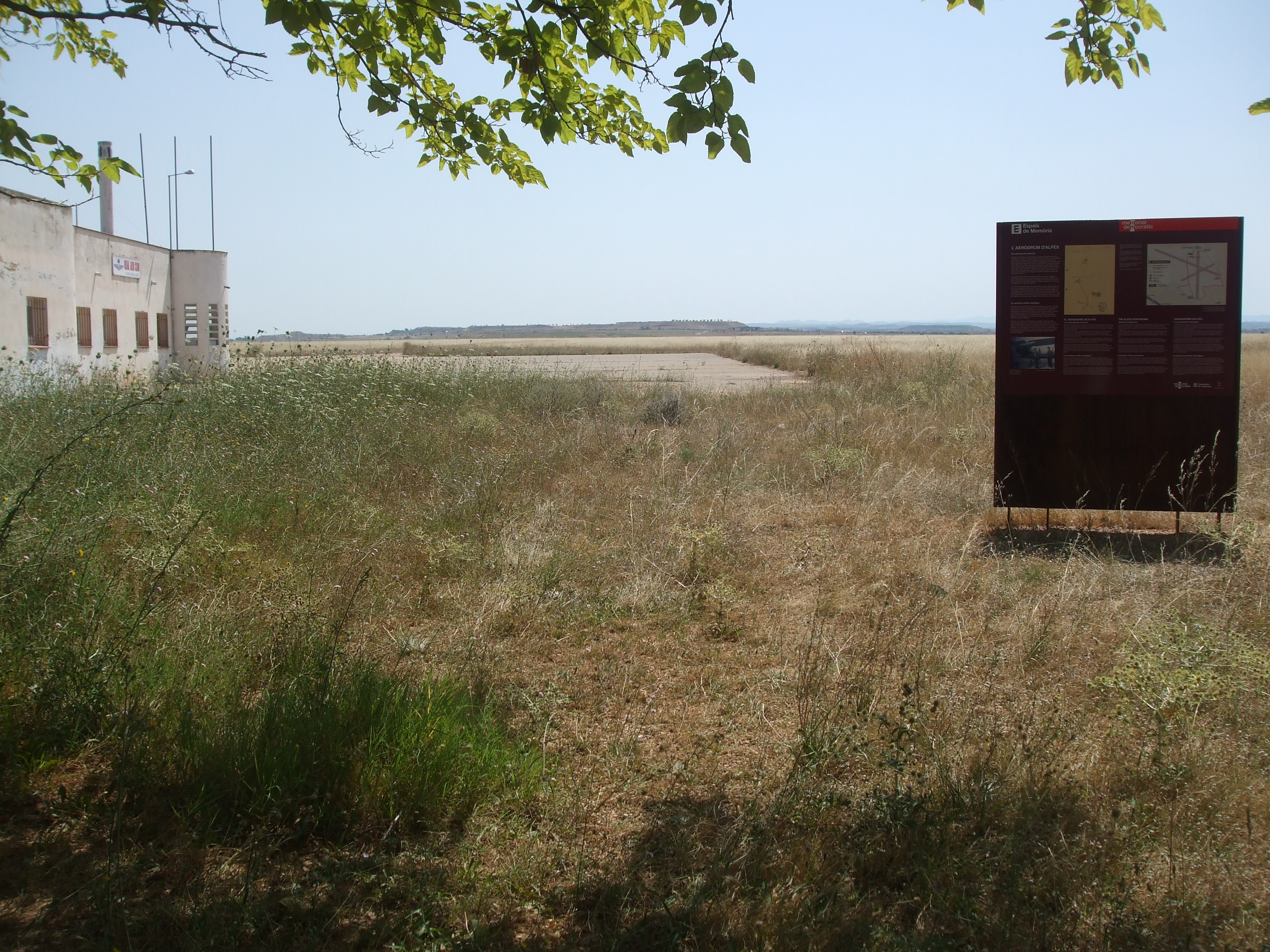
Aeròdrom d'Alfés, Schautafel zum Spanischen Bürgerkrieg, 2013

Mit Ausbruch des Spanischen Bürgerkrieges wurde der Standort 1936 ein wichtiger Militärflugplatz der Luftstreitkräfte der Spanischen Republik, unter anderem während der Schlacht von Belchite. Im Verlauf der Aragonoffensive im April 1938 endete die Nutzung des jetzt sehr frontnah gelegenen Aeródromo de Alfés fast gänzlich. In der Schlussphase des Krieges in Katalonien nutzten dann noch sowohl die deutsche Legion Condor als auch die italienische Aviazione Legionaria um die Jahreswende 1938/1939 den Flugplatz.
Anfang des Jahrtausends erwarb die Generalitat de Catalunya den Flugplatz Alfés vom spanischen Verteidigungsministerium mit dem Ziel des Ausbaus zu einem zivilen Verkehrsflughafen. Aufgrund von Naturschutzgesichtspunkten, hier wächst auf 100 ha Fläche eine einzigartige in Katalonien wilde Thymian-Aue und bis mindestens 2006/2007 gab es ein Vorkommen der Dupontlerche, wurde der Plan jedoch nach den Regionalwahlen 2003 verworfen und der neue Flughafen schließlich ab 2007 in Alguaire errichtet. Heute dient das Aeròdrom d'Alfés lediglich als Heimatplatz des königlichen Luftsportvereins "Reial Aeri Club Lleida".
Die ersten Linienflüge von Alguaire erfolgten am 5. Februar 2010 durch die Vueling nach Palma und Paris.